# Římskokatolická farnost Nová Včelnice
Římskokatolická farnost Nová Včelnice je územním společenstvím římských katolíků v rámci jindřichohradeckého vikariátu českobudějovické diecéze.

## O farnosti

### Historie
Nová Včelnice nesla původně jméno Nový Etynk, jako protiklad ke "Starému Etynku" – Altöttingu, známému poutnímu místu v Bavorsku, kopie altöttinské milostné sošky Panny Marie se nachází v místním kostele. Farnost zde byla zřízena v roce 1786. Roku 1834 byl farní kostel rozšířen a upraven v empírovém stylu.

### Současnost
Ke dni 1. ledna 2020 byla s farností Nová Včelnice sloučena nežáreckojarošovská farnost.
Farnost v Nové Včelnici nemá v současnosti sídelního duchovního správce, a je administrována ex currendo z proboštství v Jindřichově Hradci.
| Kostel                         | Místo         | Bohoslužba | Bohoslužba                                    | Poznámka     |
| ------------------------------ | ------------- | ---------- | --------------------------------------------- | ------------ |
| Kostel Nanebevzetí Panny Marie | Nová Včelnice | neděle     | 11.00 (střídavě Mše svatá a bohoslužba slova) | farní kostel |